# 戦国無双 〜真田丸〜
『戦国無双 〜真田丸〜』（せんごくむそう さなだまる）は、コーエーテクモゲームスより発売されたアクションゲーム。
キャッチコピーは「真田一族、熱き戦いの物語。」。

## 概要
2016年11月23日に日本国内でPlayStation 4、PlayStation 3、PlayStation Vita（PlayStation Vita TV対応）版が発売された。翌2017年5月には欧米向けにPS4版、世界向けにSteam版が発売された。2017年11月9日にはNintendo Switch版も発売された。
『戦国無双4』を基に戦国無双シリーズの顔ともいえる「真田幸村」に焦点を合わせ、幸村の生涯までを中心に真田一族の物語を描いた作品。物語は父の真田昌幸が登場する第一章の「川中島の戦い」から始まるが、第二章から真田幸村も兄の真田信之や姉の村松殿と共に幼年として登場する。
2016年のNHKの大河ドラマ『真田丸』とタイアップしており、衣装提供の他にドラマでも使用されている『信長の野望・創造』の「フル3D全国一枚マップ」が物語上の戦況説明で登場する。
プロデューサーの三枝修曰く、当初は真田幸村のストーリーのみを描くプロットを考えていたものの納得のいく形にならず悩んでいたが、ゼネラルプロデューサーの鯉沼久史の「幸村の生涯により深みを出す上でも、父の昌幸の時代から始めたらどうか?」という一言により以降はすんなりと決まり現在の形に至ったという。

## ストーリー
直前作である『4』の「真田の章」からは、より史実に寄り添う展開となっている。
特に「真田昌幸」「武田勝頼」「徳川秀忠」を登場させることで、史実に近いストーリー形成を成している。
- 史実の通り真田昌幸の初陣とされる「第四次川中島の戦い」から始まる。
- 『4』では、武田信玄に真田幸村と真田信之が仕えてたように描かれているが、史実では幼年であり直接仕えた記録は無い。実際に仕えた真田昌幸と、またその父である真田幸隆と2人の兄である真田信綱や真田昌輝を登場させることで史実に沿うように展開を描いている。
- 『4』では、「三方原の戦い」の徳川家康を追いつめるシーンで、真田幸村と真田信之が徳川家康を攻めているが、史実では両兄弟は幼年であり参戦したという記録は無い。本作においては史実の通りに参戦しているとされる「武藤喜兵衛（真田昌幸）」が徳川家康を追いつめて史実に沿う通りに。
- 『4』では、「長篠の戦い」に、真田幸村と真田信之が参戦しているが、史実では両兄弟は幼年であり参戦したという記録は無い。本作においては史実の通り真田昌幸と、この戦いで討死にする昌幸の兄、信之、幸村の叔父である真田信綱と真田昌輝を登場させて史実通りとなっている。
- 織田信長による「甲州征伐」に際して、真田昌幸は武田勝頼を居城の岩櫃城への逃亡を促した史実があり、真田昌幸の武田信玄と武田勝頼への忠義は強かったものと言われており、本作でも同様に描かれている。また史実の通り武田勝頼は岩櫃城では無く小山田信茂の岩殿城へ逃亡しており、本作でも史実通りとしているが、その理由を武田家の滅亡に真田家を道連れにしないための勝頼の思い遣りという新解釈で描いている。
- 真田信之は「天正壬午の乱」における沼田城の戦いの中に、最初の参戦記録が残っている。本作においても真田信之と真田幸村は沼田城の戦いを初陣として描いており、史実通りとなっている。
- 『4』では、「大坂夏の陣」の家康を追いつめるシーンで、真田幸村と真田信之の一騎打ちが描かれているが、史実では真田信之は参戦していない。本作においては実際に参戦し援護している徳川秀忠との一騎打ちへと変更している。

## 本作の変更・追加
BGMやキャラクター衣装は『4』を踏襲している。
城下町
いわゆる陣地で、ストーリーの進行や武器の強化、馬を含めた様々な物の購入などはすべてこの城下町内で行う。ストーリーの進行によって町は発展していき、それに伴い施設も追加されていく。その他に武将や町人との交流やキャラクターの育成、釣りや畑のくわ入れなどのミニゲーム等が行える。なお、陣地のシステムは他の無双シリーズではすでに登場しているが、戦国無双シリーズでは初出となる。
長期合戦
本作では一つの合戦が複数で構成されており、例として「川中島の戦い」の場合は「妻女山突破戦」「八幡原の戦い」「善光寺追撃戦」の3つの合戦に分かれて行われる。戦場は、一人で行うステージや二人を切り替えていくステージなど様々で、朝→夜→朝といった具合に時間経過の概念の追加によってリアルタイムで戦況が変わるシステムになっており、時間を有効に使って戦略的に戦いを進めていくことができる。また、戦闘中での特定条件の達成や城下町での交流などで「真田の六文銭」を溜めることが可能で、これを戦場で使うことで戦況を有利にする秘策「次の一手」が発動できる。
副戦場
真田家以外の武将が活躍する様々な合戦をプレイできる。例として「上田城の戦い」と同時期に発生していた「関ヶ原の戦い」などがある。
探索
通常の合戦とは別に、真田ゆかりの地を自由に探索できるモード。アイテム集めや未開の地への探検など従来の戦場とは異なったステージが展開される。

## 新キャラクター
新キャラクターとして真田昌幸、茶々、佐助、武田勝頼、徳川秀忠、NPCとして村松殿が登場。本作からキャラクターによっては、少年期（幼年期）→青年期→壮年期という風に年代毎に容姿や衣装が変わっていく仕様になっており、特に幸村は年代別にアクションも異なっている。